# Renato Venturelli
Renato Venturelli (Genova, 1954) è un critico cinematografico italiano.

## Biografia
Nato a Genova, laureato in Lettere Moderne con una tesi su Corrado Govoni, nel 1978 è tra i fondatori del cineclub Lumière, mentre dal 1982 incomincia la carriera di critico cinematografico nel giornale genovese Il Lavoro; quando il quotidiano viene allegato nel 1992 a La Repubblica cura una rubrica quotidiana di recensioni di film che prosegue ininterrotta ancor oggi sull'edizione ligure del giornale.
A inizio degli anni '90 comincia a collaborare al Fantafestival di Roma e a varie riviste di cinema, occupandosi in particolare di horror, fantastico e soprattutto di cinema poliziesco e gangster. Il suo libro più importante riguarda comunque il film noir americano classico. 
Dal 2005 dirige la pubblicazione "Cinema & Generi", con Einaudi ha collaborato alla pubblicazione di "Storia del cinema mondiale" dal 1999 al 2001 e al "Dizionario dei registi" nel 2005-2006. Dal 2010 dirige anche il bimestrale "Film Doc".
È inoltre membro da molti anni della giuria del Festival del Doppiaggio Voci nell'Ombra insieme a Morando Morandini, Callisto Cosulich, Tiziana Voarino, Enrico Lancia, e più recentemente Fabio Melelli, Massimo Geraldi e Antonio Genna.

## Pubblicazioni e partecipazioni
- Cinema e personaggi del West, Genova, Cineteca D. W. Griffith, 1983, con Angelo R. Humouda
- Griffith e gli indiani, Genova, Cineteca D. W. Griffith, 1983, con Angelo R. Humouda
- La produzione Klaw & Erlanger, Genova, Cineteca D. W. Griffith, 1983, con Angelo R. Humouda
- 20th Century Fox. 50 anni di grande cinema., Editori del Grifo, 1985, con Alberto Ravaglioli
- Affari sporchi - Il film giallo negli anni '80, 1990
- Horror in cento film, Le Mani-Microart'S, 1994, ISBN 88-8012-017-4
- Horror. Western, Le Mani-Microart'S, 1995, ISBN 88-8012-999-6 con Aldo Viganò
- Poliziesco americano in 100 film, Le Mani-Microart'S, 1995, ISBN 88-8012-026-3
- Arnold Schwarzenegger. Dai concorsi di Mr. Universo ai trionfi di Conan e Terminator, la carriera esemplare di un uomo macchina venuto dal futuro, Gremese Editore, 1998, ISBN 88-7742-165-7
- Nessuno ci può giudicare - Il lungo viaggio del cinema musicale italiano 1930/1980, Fahrenheit 451, 1998, ISBN 88-86095-30-9
- Gangster in cento film, Le Mani-Microart'S, 2000, ISBN 88-8012-132-4
- Se quello schermo io fossi - Verdi e il cinema, Le Mani-Microart'S, 2001, ISBN 88-8012-190-1 con Massimo Marchelli
- Cinema & generi 2005, Le mani, 2005, ISBN 88-8012-304-1
- Cinema & generi 2006, Le mani, 2006, ISBN 88-8012-348-3
- Cinema & generi 2007, Le mani, 2007, ISBN 978-88-8012-385-9
- L'età del noir. Ombre, incubi e delitti nel cinema americano, 1940-60, Einaudi, 2007, ISBN 88-06-18718-X
- Cinema & generi 2008, Le mani, 2008, ISBN 978-88-8012-417-7
- Cinema & generi 2009, Le mani, 2009, ISBN 978-88-8012-472-6
- Cinema & generi 2010, Le mani, 2010, ISBN 978-88-8012-519-8
- Horror in cento film, Le Mani-Microart'S, 2010, ISBN 88-8012-517-6, riedizione aggiornata e ampliata
- I luoghi del cinema in Liguria, Touring Editore, 2010, cod.speciale HZ103A
- Camogli... si gira!, Corigraf, 2011, ISBN 978-88-97710-02-8
- Cinema & generi 2011, Le mani, 2011, ISBN 978-88-8012-584-6
- Cinema & generi 2012, Le mani, 2012, ISBN 978-88-8012-629-4
- Nicolò Ferrari. Quando un cinema diverso è possibile, Corigraf, 2012, ISBN 978-88-97710-04-2
- I cinema della Liguria - Storia delle sale cinematografiche dal 1945 al 2015, Le mani, 2015, ISBN 978-88-8012-701-7 con Stefano Petrella e Riccardo Speciale